# Armenska umjetnost
Armenska umjetnost je umjetnička produkcija naroda Armenaca i umjetnost na području države Armenije.

## Prapovijesna i antička umjetnost
Na području današnje Armenije i Gruzije je nastalo mnogo originalnih umjetničkih djela koja imaju odlike naroda koji su dugo vremena vladali ovim područjem – Perzijancima i Rimljanima, te popraćena bizantskom umjetnošću koiné iz 5. stoljeća.

## Staroarmenska umjetnost
Armenci su bili prvi narod koji je kršćanstvo proglasio državnom religijom (koncem 3. st.), čak prije Rimskog Carstva, nakon čega je uslijedilo dugo bogato i sretno razdoblje do mongolske provale u 13. stoljeću. U to vrijeme je nastalo mnogo originalnih građevina jedne arhitekture koja se neovisno razvija, posebice oko 10. st.
Zahvaljujući naprednoj građevinskoj tehnici, posebno uporabi betona za podizanje kupola i svodova poduprtih kamenim zidovima, nastali su mnogi značajni spomenici koji su uspjeli preživjeti čak i potrese i ratna razaranja. Armenski su graditelji prije svih primijenili tlocrt koji je podrazumjevao središnju kupolu nad četvrtastom osnovom. Model koji su kasnije mnogi ponavljali (bizantska umjetnost, islamska umjetnost i arhitektura, i dr.). Kupolu, podignutu na kružnom ili mnogokutnom tamburu, često podupiru četiri četvrtasta stupa koji su također smješteni u nutrašnjosti i nadsvođeni lukovima i nišama. Tlocrti nekih građevina prilično su složeni; npr. u crkvama s tlocrtom u obliku grčkog križa krakovi kadšto završavaju apsidom,a između krakova se nalaze kutne niše.
Širom Armenije, ali i sjevernog Irana, zapadne Turske, Gruzije i istočnog Azerbajdžana, susrećemo crkve s pravokutnim i monogokutnim tloctom, kao i crkve s kupolom, a ima i utvrđenih samostanskih kompleksa (kao što su čarobne ruševine Anija, stare armenske prijestolnice).
Ukrasi su većinom isklesani u kamenu, katkada su to intarzije izvedene u stilu koji objedinjuje perzijske, arapske, sirijske i bizantske elemente. Armenska je arhitektura ostavila trajan utjecaj na kasnije stilove u kavkaskom području. Tako su brojni zaštićeni UNESCOvi spomenici svjetske baštine u Armeniji:
- Samostani Haghpat i Sanahin
- Samostani Geghard i gornji dio doline Azat
- Katedrala i crkve Ečmijadzina i arheološki lokalitet Zvartnoc

A na pristupnoj listi zaštićenih spomenika nalaze se:
- Grad Dvin - arheološka lokacija
- Bazilika i arheološka lokacija grada Jererouka
- Samostan Noravank u gornjem dijelu doline Amaghou
- Samostani Tatev i Tatevi Anapat kao i okolna dolina Vorotan

Poseban oblik staroarmenske skulpture predstavljaju velike nadgrobne kamene stele s uklesanim križem u plitkom reljefu, ali s bogatom ornamentalnom dekoracijom – tzv. hačkari. Oni su se očuvali i tijekom mongolske i turske okupacije, duboko u 19. stoljeće.